# Vierge à l'Enfant, avec sainte Catherine, saint Augustin, saint Marc et saint Jean-Baptiste
Vierge à l'Enfant, avec sainte Catherine, saint Augustin, saint Marc et saint Jean-Baptiste est un tableau de Jacopo Robusti, plus connu sous le nom du Tintoret, réalisé vers 1545-1546, une peinture à l'huile conservée au musée des Beaux-Arts de Lyon.

## Historique
Tintoret a probablement tenté, à la suite d'une commande, de peindre le 79e doge de Venise, Francesco Donato, au centre de la toile, comme le laisse supposer le costume porté par ce personnage ; toutefois, son échec à le représenter l'aurait amené à le remplacer par le personnage de sainte Catherine. Le tableau a été acquis par le musée en 1805.

## Composition
Ce tableau fait partie du courant du maniérisme et se caractérise par la présence imposante des figures qui occupent tout l'espace avant de la composition, et mis en évidence par le contraste entre les coloris sombres de l'arrière-plan et les tonalités chaudes de couleur or des vêtements.  

## Description
Le tableau montre la Vierge de profil, les cheveux voilés et auréolée de lumière, vêtue d'un drapé rouge serré d'une ceinture au niveau des hanches, un manteau bleu foncé posé par-dessus sur ses épaules. Assise sur la gauche, les pieds croisés, elle tient l'enfant Jésus sur ses genoux, le touchant au niveau de la cuisse droite de sa main gauche, tandis qu'elle tient un livre ouvert de son autre main. En face d'elle, au centre du tableau se tient sainte Catherine d'Alexandrie à genoux, couronnée, les mains jointes en prière et tenant un rameau, vêtue d'une tunique or au col bordé de gros boutons typique des doges de Venise ; devant elle, le moyeu seul de la roue de son martyre. À la droite de la sainte, saint Augustin est debout en habit d'évêque, une mitre sur la tête ; à gauche de sainte Catherine, saint Marc drapé de bleu et de rouge est reconnaissable  au lion présent à ses pieds, tandis que saint Jean-Baptiste, torse nu et un agneau à ses côtés qu'il touche de sa main gauche, ferme le tableau sur la droite. Quelques constructions au sein d'un paysage désolé (neuf colonnes d'un temple sur la gauche, ainsi que des bâtiments sur la droite dans le lointain) et un ciel sombre et tumultueux comblent l'arrière-plan.